# Thomas Grey, II marchese di Dorset

Stemma della famiglia Grey

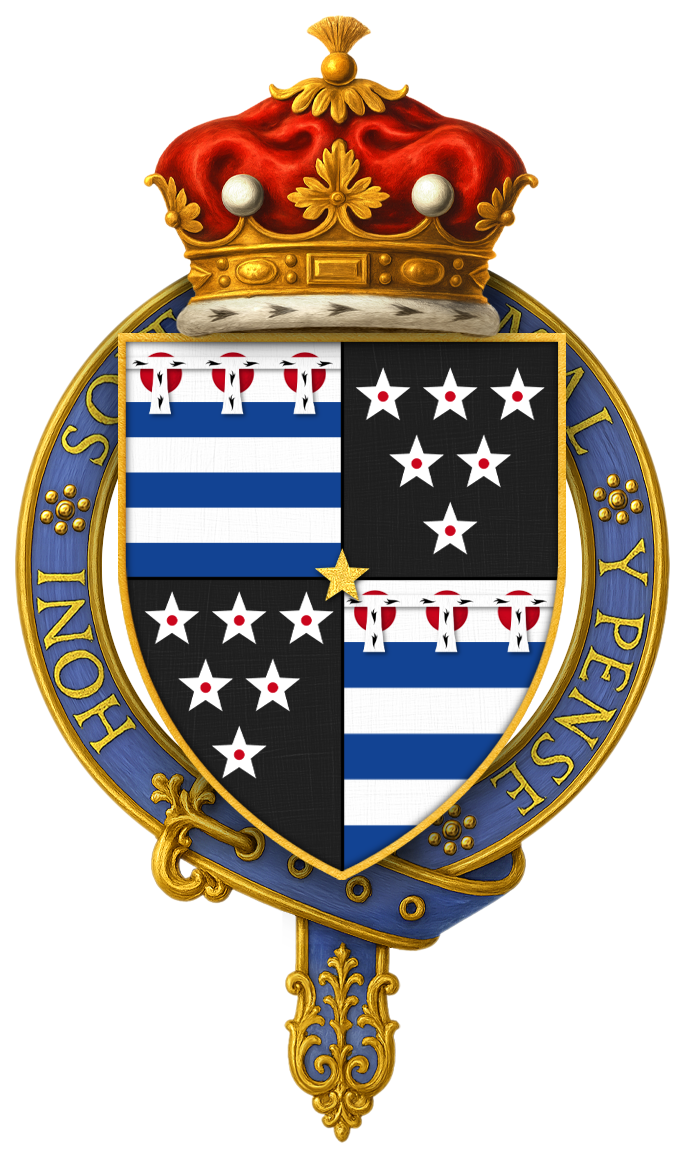
Il suo blasone

Thomas Grey (22 giugno 1477 – 10 ottobre 1530) è stato un nobile cortigiano inglese.

## Biografia
Era il terzo figlio di Thomas Grey, I marchese di Dorset (c. 1456–1501), a quel tempo l'unico marchese nel regno, e di Cecily Bonville. Sua madre era figlia e unica erede di William Bonville, VI barone Harington di Aldingham e la più ricca ereditiera d'Inghilterra. Suo padre era invece figlio della regina Elisabetta Woodville e quindi figliastro di Edoardo IV d'Inghilterra.

### Giovinezza
Grey venne educato al Magdalen College School, ad Oxford, e tra i suoi insegnanti vi fu forse anche il futuro Cardinale Wolsey.
Suo padre si unì al duca di Buckingham contro Riccardo III d'Inghilterra; dopo che la ribellione del 1483 fallì, Thomas fuggì col padre in Bretagna per unirsi a Enrico Tudor.
Cinque mesi dopo Riccardo III venne sconfitto e la corona passò ad Enrico VII, il quale sposò Elisabetta di York, zia di Grey.
Nonostante la parentela, Enrico nutrì dubbi di lealtà verso la famiglia Grey tanto che fece rinchiudere il primo marchese di nella Torre durante la ribellione di Lambert Simnel nel 1487.
Nel 1492 inoltre a Dorset venne richiesto di garantire per iscritto la sua lealtà al re e di lasciare che suo figlio Thomas fosse messo sotto la tutela del re.

### Cortigiano

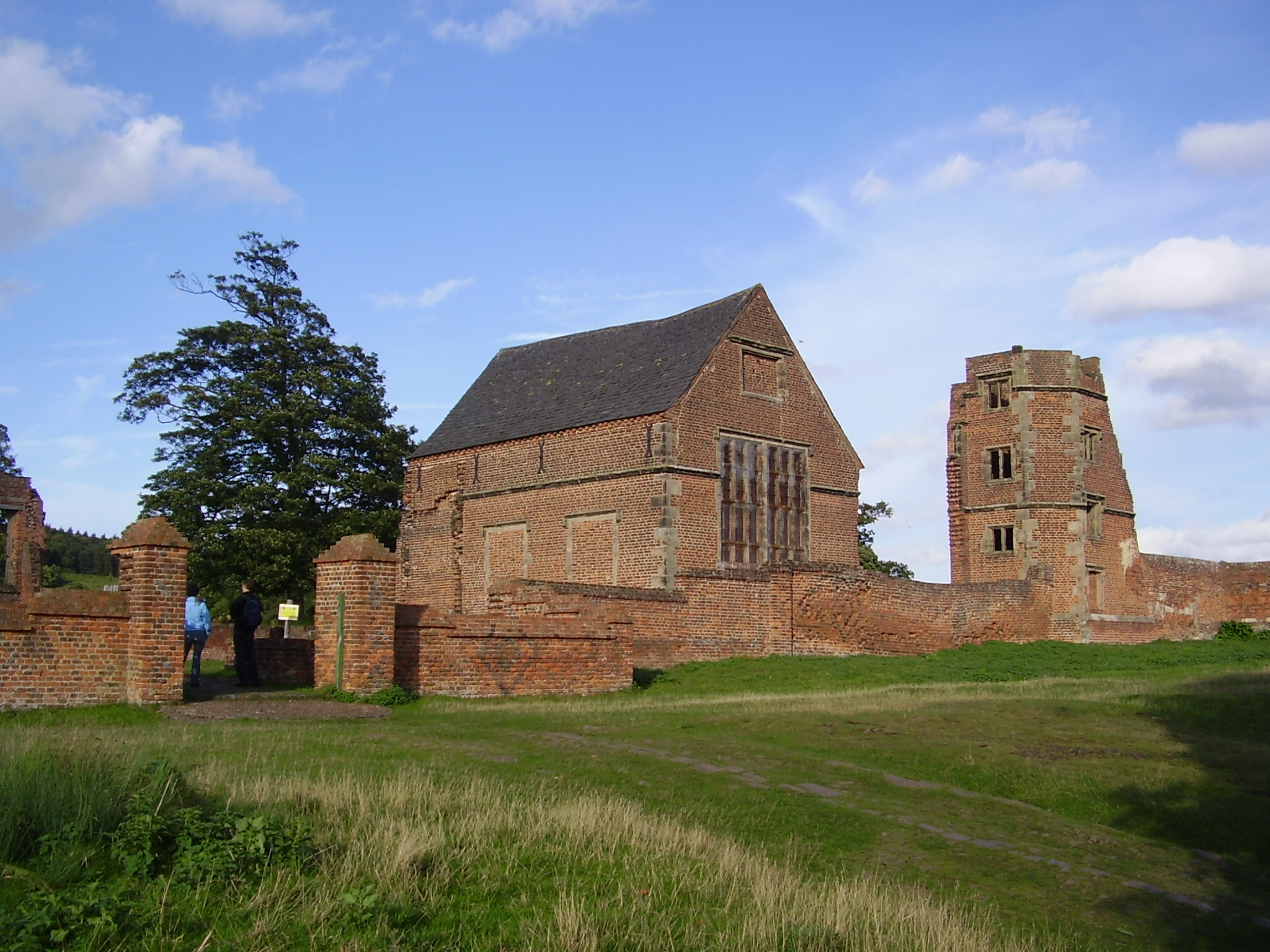

Tra i legami più stretti della regina, Grey e i suoi fratelli minori Leonard ed Edward erano i benvenuti a corte e divennero cortigiani e poi soldati.
Nel 1501 suo padre morì ed il giovane Thomas ereditò i suoi titoli e le sue proprietà. Tuttavia molte terre del primo marchese andarono alla sua vedova e non al figlio, che entrò nel pieno possesso dei beni alla morte della madre nel 1529.
Nel 1501 Thomas fu 'chief answerer' al matrimonio di Arturo Tudor, principe di Galles e Caterina d'Aragona e fu presente con un diamante e una rosa rossa dei Tudor ad un torneo di corte.
Ma nel 1508 venne mandato alla Torre e poi in carcere a Calais, essendo sospettato di cospirazione contro Enrico VII.
Sebbene fu salvato dall'esecuzione nel 1509 con l'ascesa al trono di Enrico VIII d'Inghilterra, Grey perse i suoi titoli. In quello stesso anno però venne perdonato e tornò a corte e a ricoprire un posto nel parlamento come Barone Ferrers di Groby.
Nel 1511 gli venne ridato il titolo di MArchese di Dorset.
Dal 1509 Dorset fu di nuovo un attivo cortigiano e si distinse in vari tornei di corte, una volta arrivando quasi ad uccidere il re.
Nel 1514, con Charles Brandon, I duca di Suffolk, Dorset scortò la principessa Maria Tudor in Francia per andar sposa a Luigi XII.
I possedimenti di Dorset si estendevano in sedici contee e fu giudice di pace per diverse di quelle.
Nel 1516, durante una diatriba nel Leicestershire con George, Barone Hastings, e Sir Richard Sacheverell, Dorset aumentò abusivamente il suo seguito di servitori a corte e venne portato prima davanti alla Star Chamber e poi al King's Bench.
Gli fu imposta la buona condotta e come parte di questa controversia. Come parte di questa controversia, allargò la sua casa a Bradgate, nel Leicestershire.
Nel 1520, al Campo del Drappo d'Oro, Dorset portò la spada di stato.
Nel 1521 incontrò l'imperatore Carlo V a Gravelines sulla costa francese e lo scortò durante la sua visita in Inghilterra. Inoltre aiutò nell'intrattenere la corte mantenendo una compagnia di attori.
Nel 1521 Dorset giudicò il duca di Buckingham, sebbene parente acquisito per via matrimoniale. Dopo la morte del marito, la madre di Grey aveva infatti sposato un fratello del duca. Enrico VIII ricompensò Dorset con tre palazzi di Buckingham.
Dal 17 giugno 1523 fino alla sua morte nel 1530, Dorset fu Giudice di Eyre. Come tale, presiedette la triennale corte di giustizia che si occupava di materie inerenti al diritto forestale.
Nel 1524 il feudo in Leicestershire con Lord Hastings si trasformò in un conflitto armato con centinaia di uomini e il cardinale Wolsey passò all'azione. Entrambi i rivali vennero costretti a pagare mille sterline e metter fine alla controversia. Dorset fu spedito nel Galles come Lord Master del consiglio della principessa Maria.
Nel 1528 Dorset divenne connestabile del castello di Warwick e nel 1529 del castello di Kenilworth.
Nel 1529, richiamando il suo ruolo di 'chief answerer' al matrimonio del principe Arturo, Dorset fu un testimone chiave a favore del divorzio di Enrico VIII con Caterina d'Aragona. Egli supportò tenacemente la tesi che il primo matrimonio della regina fosse stato consumato.
Nel 1530, pochi mesi prima di morire, assistette il re con la del Cardinale Wolsey.

### Soldato
Nel 1512 Dorset riportò un insuccesso nella spedizione militari in Francia per riconquistare l'Aquitania, che l'Inghilterra aveva perso durante la guerra dei cento anni.
Ferdinando II d'Aragona non diede alcun aiuto che aveva promesso. Mentre Ferdinando provò a persuadere Doerset ad aiutarlo ad attaccare la Navarra invece dell'Aquitania, i viveri dell'esercito inglese iniziarono a scarseggiare e il malcontento dei soldati provocò un ammutinamento.
Nel 1513 prese parte all'assedio di Tournai e alla battaglia di Guinegate, combatté inoltre nel 1523 sui confini scozzesi. Queste operazioni militari servirono per riparare al fallimento della campagna in Aquitania. Per aiutarlo nel trattare la pace con la Scozia, venne nominato Lord Warden of the Marches e membro del consiglio privato del re.

### Matrimonio
Thomas Grey era stato destinato a sposare nel 1483 Anne St Leger (1476–1526), figlia di Anne di York, duchessa di Exeter e del secondo marito Sir Thomas St Leger. Anne St Leger era stata dichiarata erede dei possedimenti nell'Exeter ma il matrimonio non ebbe luogo.
Un altro matrimonio venne organizzato tra il giovane Thomas ed Eleanor St John, una figlia di Oliver St John di Lydiard Tregoze.
Il suocero di Grey era figlio dell'ereditiera Margaret Beauchamp di Bletso (c. 1411-1482) la quale aveva sposato John Beaufort, I duca di Somerset (1404–1444).
Nel 1509 Thomas Grey sposò Margaret Wotton, figlia di Sir Robert Wotton (c.1463–1524) di Boughton Malherbe, nel Kent. Ella aveva due influenti fratelli: Sir Edward Wotton (1489–1551), tesoriere a Calais e Nicholas Wotton (c. 1497–1567), a diplomatico che nel 1539 organizzò il matrimonio tra Enrico VIII e Anna di Clèves.
Con Margaret, Thomas ebbe otto figli:
- Henry Grey, I duca di Suffolk
- Lord John Grey di Pirgo
- Lord Thomas Grey
- Leonard Grey
- Lady Anne Grey, Lady Willoughby
- Lady Catherine Grey, contessa di Arundel
- Lady Elizabeth Grey, Baronessa Audley di Walden
- Lady Mary Grey

Dorset morì il 10 ottobre 1530 e fu sepolto nella chiesa di Astley nel Warwickshire. Quando morì le sue proprietà coprivano sedici contee e annoveravano un centinaio di palazzi rendendolo l'uomo più ricco d'Inghilterra. La sua tomba venne aperta nel XVII secolo e venne misurata la lunghezza del suo scheletro: era di 5,8 piedi.

## Ascendenza
|                                          |                  |                                          | Genitori                                 |  |  | Nonni |  |  | Bisnonni                             |  |  | Trisnonni     |  |
|                                          |                  |                                          |                                          |  |  |       |  |  | Edward Grey, Barone Ferrers di Groby |  |  | Reginald Grey |  |
|                                          |                  |                                          |                                          |  |  |       |  |  | Edward Grey, Barone Ferrers di Groby |  |  | Reginald Grey |  |
|                                          |                  | Joan Astley                              |                                          |  |  |       |  |  | Edward Grey, Barone Ferrers di Groby |  |  |               |  |
| John Grey di Groby                       |                  |                                          |                                          |  |  |       |  |  | Edward Grey, Barone Ferrers di Groby |  |  |               |  |
|                                          |                  | Elizabeth Ferrers                        | Henry Ferrers, V barone Ferrers di Groby |  |  |       |  |  |                                      |  |  |               |  |
|                                          |                  | Elizabeth Ferrers                        | Henry Ferrers, V barone Ferrers di Groby |  |  |       |  |  |                                      |  |  |               |  |
|                                          |                  | Elizabeth Ferrers                        | Isabel Mowbray                           |  |  |       |  |  |                                      |  |  |               |  |
| Thomas Grey, I marchese di Dorset        |                  | Elizabeth Ferrers                        |                                          |  |  |       |  |  |                                      |  |  |               |  |
|                                          |                  | Richard Woodville                        | Richard Wydevill                         |  |  |       |  |  |                                      |  |  |               |  |
|                                          |                  | Richard Woodville                        | Richard Wydevill                         |  |  |       |  |  |                                      |  |  |               |  |
|                                          |                  | Richard Woodville                        | Elizabeth Bodulgate                      |  |  |       |  |  |                                      |  |  |               |  |
| Elisabetta Woodville                     |                  | Richard Woodville                        |                                          |  |  |       |  |  |                                      |  |  |               |  |
|                                          |                  | Giacometta di Lussemburgo                | Pietro I di Lussemburgo-Saint Pol        |  |  |       |  |  |                                      |  |  |               |  |
|                                          |                  | Giacometta di Lussemburgo                | Pietro I di Lussemburgo-Saint Pol        |  |  |       |  |  |                                      |  |  |               |  |
|                                          |                  | Giacometta di Lussemburgo                | Margherita del Balzo                     |  |  |       |  |  |                                      |  |  |               |  |
| Thomas Grey                              |                  | Giacometta di Lussemburgo                |                                          |  |  |       |  |  |                                      |  |  |               |  |
|                                          | William Bonville | William Bonville, I barone Bonville      |                                          |  |  |       |  |  |                                      |  |  |               |  |
|                                          | William Bonville | William Bonville, I barone Bonville      |                                          |  |  |       |  |  |                                      |  |  |               |  |
|                                          | William Bonville | Margaret Grey                            |                                          |  |  |       |  |  |                                      |  |  |               |  |
| William Bonville, VI barone Harington    | William Bonville |                                          |                                          |  |  |       |  |  |                                      |  |  |               |  |
|                                          |                  | Elizabeth Harrington                     | William Harrington, V barone Harrington  |  |  |       |  |  |                                      |  |  |               |  |
|                                          |                  | Elizabeth Harrington                     | William Harrington, V barone Harrington  |  |  |       |  |  |                                      |  |  |               |  |
|                                          |                  | Elizabeth Harrington                     | Margaret Hill                            |  |  |       |  |  |                                      |  |  |               |  |
| Cecily Bonville, VII baronessa Harington |                  | Elizabeth Harrington                     |                                          |  |  |       |  |  |                                      |  |  |               |  |
|                                          |                  | Richard Neville, V conte di Salisbury    | Ralph Neville, I conte di Westmorland    |  |  |       |  |  |                                      |  |  |               |  |
|                                          |                  | Richard Neville, V conte di Salisbury    | Ralph Neville, I conte di Westmorland    |  |  |       |  |  |                                      |  |  |               |  |
|                                          |                  | Richard Neville, V conte di Salisbury    | Joan Beaufort, contessa di Westmorland   |  |  |       |  |  |                                      |  |  |               |  |
| Katherine Neville                        |                  | Richard Neville, V conte di Salisbury    |                                          |  |  |       |  |  |                                      |  |  |               |  |
|                                          |                  | Alice Montacute, V contessa di Salisbury | Thomas Montacute, IV conte di Salisbury  |  |  |       |  |  |                                      |  |  |               |  |
|                                          |                  | Alice Montacute, V contessa di Salisbury | Thomas Montacute, IV conte di Salisbury  |  |  |       |  |  |                                      |  |  |               |  |
|                                          |                  | Alice Montacute, V contessa di Salisbury | Eleanor Holland                          |  |  |       |  |  |                                      |  |  |               |  |
|                                          |                  | Alice Montacute, V contessa di Salisbury |                                          |  |  |       |  |  |                                      |  |  |               |  |